# Luc Putters
Luc Putters is een Belgisch voormalig hockeyer.

## Levensloop
Putters was actief bij KHC Dragons. Met deze ploeg werd hij in het seizoen 1996-'97 landskampioen. In 1998 stapte hij over naar Royal Antwerp HC.
Daarnaast was hij actief in het Belgisch hockeyteam, waarvan hij deel uitmaakte van 1988 tot 1992. In totaal verzamelde hij 53 caps.